# Heide (helling)
De Heide is een helling in de Vlaamse Ardennen gelegen nabij Schorisse in het Maarkedal - genoemd naar het gelijknamige gehucht Heide - in de Belgische provincie Oost-Vlaanderen. De helling ligt iets ten zuiden van de Stokstraat en de top van de "Heide"-helling komt uit in de Stokstraat (ongeveer halverwege de klim van de Stokstraat). Iets oostelijker ligt de Steenbeekberg, een helling die eveneens uitkomt op de Stokstraat. Wat zuidelijker ligt nog een andere helling, het Bosgat. Al deze helling vertrekken in de vallei van de Maarkebeek en beklimmen de rechtervalleiflank. De helling wordt ook wel Heirwegstraat genoemd, naar de straatnaam.

## Wielrennen
De helling is opgenomen in de recreatieve fietsroute de Vlaanderen Fietsroute. Ze wordt tevens opgenomen in de Peter van Petegem Classic voor wielertoeristen.